# SK Hynix
 (septembre 2020).
Si vous disposez d'ouvrages ou d'articles de référence ou si vous connaissez des sites web de qualité traitant du thème abordé ici, merci de compléter l'article en donnant les références utiles à sa vérifiabilité et en les liant à la section « Notes et références ».
SK Hynix (anciennement Hyundai Electronics puis Hynix) est une entreprise sud-coréenne fabriquant des composants semi-conducteurs.

## Histoire

### Années 80 et 90
Elle fut fondée en 1983 en tant que Hyundai Electronics Industries Co., et s'est concentrée dans les années 1980-1990 dans la production de mémoire DRAM, puis plus tard de SDRAM ainsi que les écrans à tube cathodique, à LCD et les télécommunications. Elle a été notamment la première entreprise au monde à développer le SDRAM 256 Mo en octobre 1995 et le SDRAM 1 Go en mai 1997.

### Crise financière asiatique
Avec la survenue de la crise financière asiatique en 1997, le gouvernement sud-coréen, via son programme « Big Deal », a imposé l'acquisition de la part de Hyundai Electronics de l'entreprise LG Semiconductors, deux entreprises rivales issues des chaebols Hyundai et LG. L'entreprise a commencé dès lors sa restructuration et a décidé de se spécialiser dans le domaine des semi-conducteurs, notamment en vendant en août 2000 sa division d'écrans, sa branche télécommunication en mai 2001 et sa filiale TFT-LCD en septembre 2001 pour 650 millions de $. Par ailleurs, l'entreprise change son nom en Hynix en mars 2001 et quitte définitivement le chaebol Hyundai le mois d'août de la même année.

### Années 2000

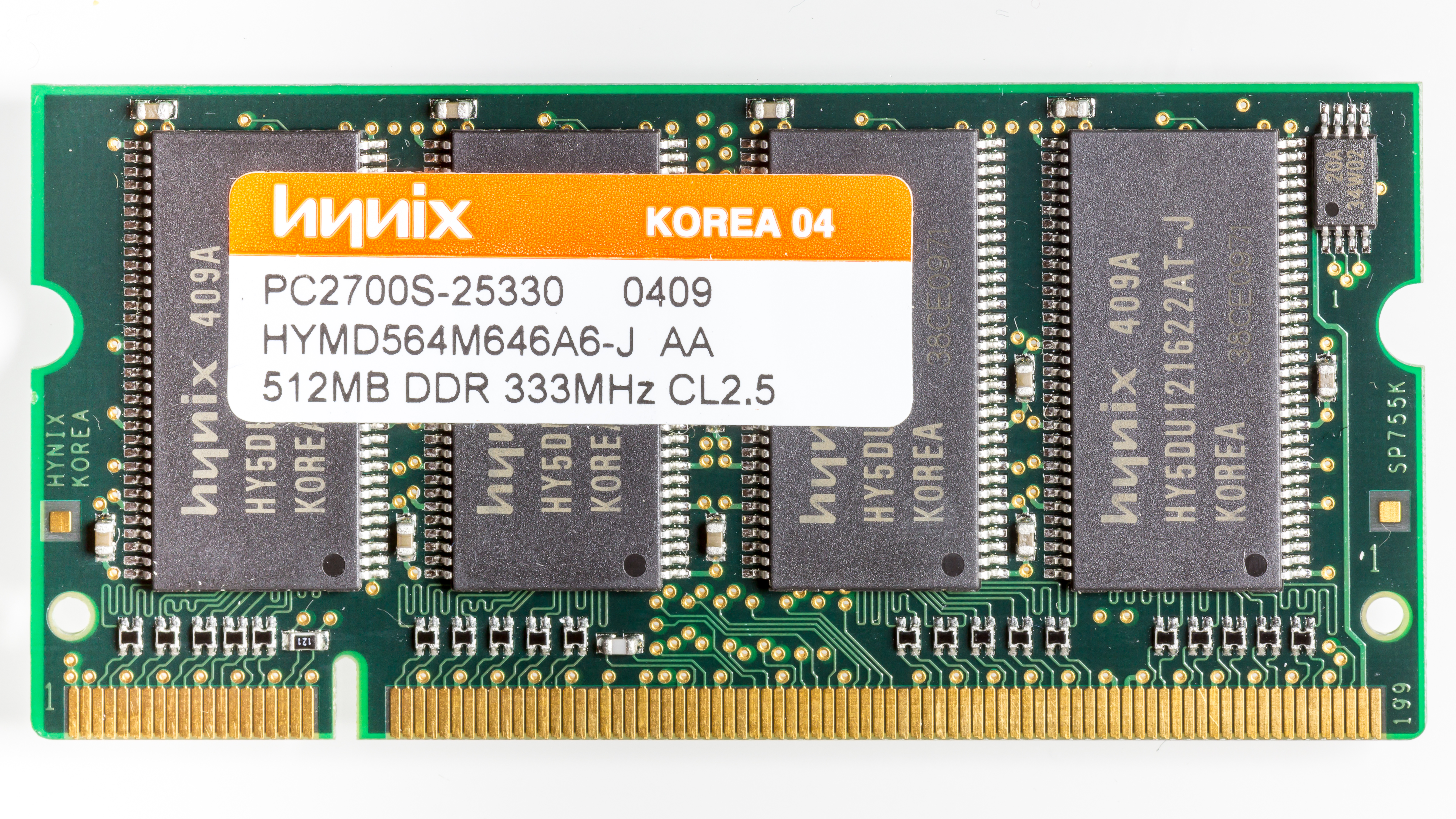
Barrette de mémoire 512 Mo PC 3200 SO-DIMM Hynix

Hynix est l'un des leaders en matière de la technologie de la mémoire vive. En décembre 2001, Hynix a été la première entreprise à commercialiser le SDRAM DDR 128 Mo à usage graphique. L'année suivante, elle a fait de même avec le SDRAM DDR 256 Mo à usage graphique. En 2003, elle a été la première au monde à développer le SDRAM DDR2 1 Go. Les avancées se sont poursuivies avec le développement de la SDRAM DDR fonctionnant à 550 MHz (mars 2004), de la GDDR4 SDRAM 512 Mo (décembre 2005), du DRAM mobile 512 Mo fonctionnant à 200 MHz ainsi que le module SDRAM DDR2 à gravure 60 nm (décembre 2006).
À partir de l'année 2007, tout en dominant le marché de la mémoire vive avec son homologue sud-coréen Samsung Electronics tant au point de vue part de marché et niveau technologique - avec notamment le développement du DRAM mobile 1 Go et le développement du GDDR5 1 Go - Hynix a commencé à se concentrer dans le marché de la mémoire flash et dans le domaine du CMOS Image Sensor. Elle a été notamment la première au monde à pouvoir empiler 24 couches de mémoire Flash NAND (septembre 2007) et à concevoir la première mémoire flash NAND x3 (juin 2008), une technologie qui permet d'intégrer 3 bits par cellule, augmentant ainsi les capacités de stockage et la miniaturisation.
En 2008, selon iSuppli, Hynix est le 2e fabricant au monde de la mémoire vive DRAM, 4e fabricant au monde de la mémoire flash NAND, ce qui fait d'elle la neuvième entreprise au monde de semi-conducteur.

### Années 2010
En novembre 2011, SK Telecom annonce le rachat de 21 % du capital de Hynix pour 3,4 billions de won, soit approximativement 3 milliards de $ de l'époque.
Hynix devient alors SK Hynix.
En 2014, SK Hynix met au point la première barrette de RAM DDR4 128 Go.
En octobre 2020, Intel annonce la vente de ses activités dans les mémoires flash NAND à SK Hynix pour 9 milliards de dollars.

## Galerie

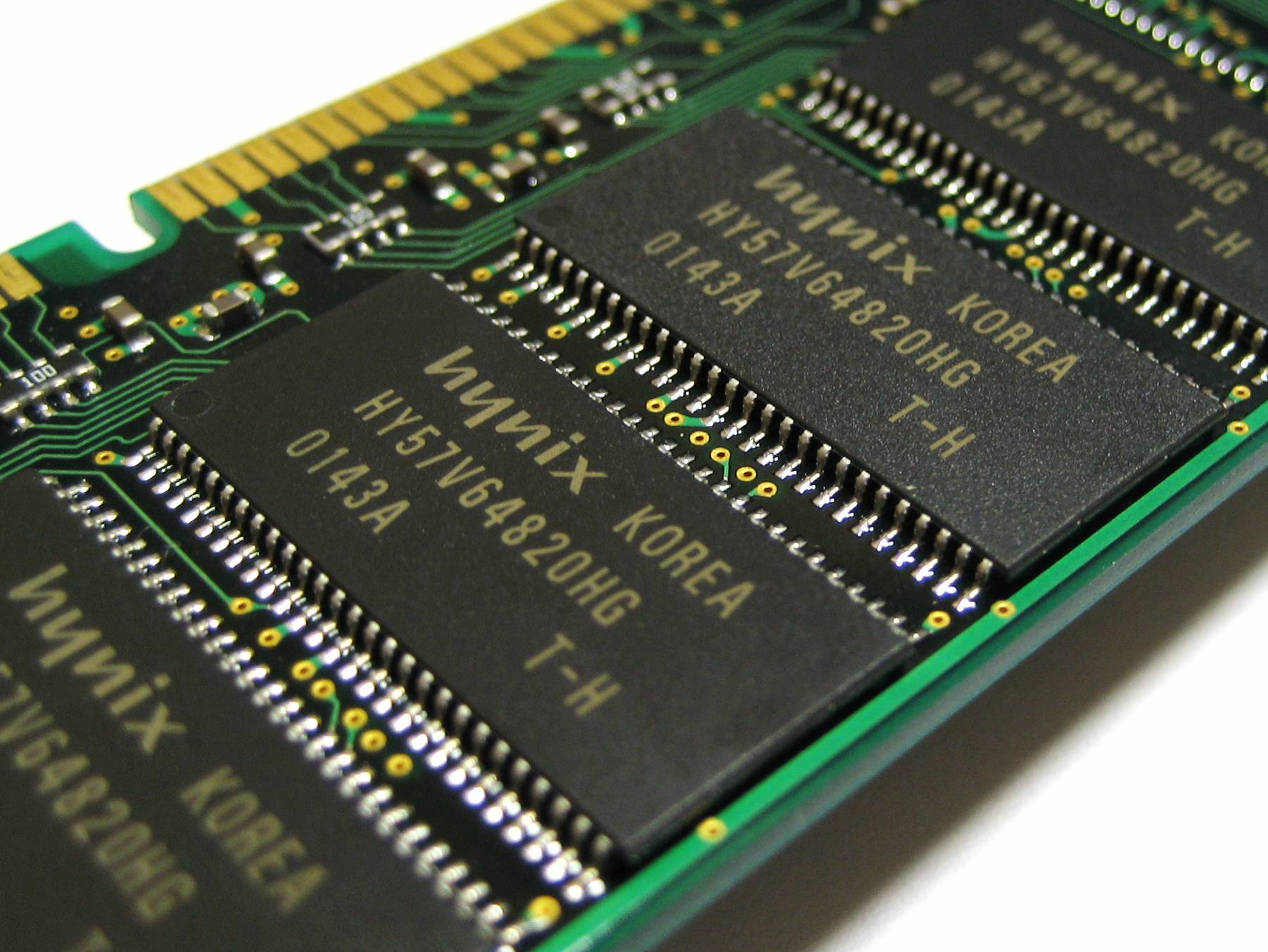
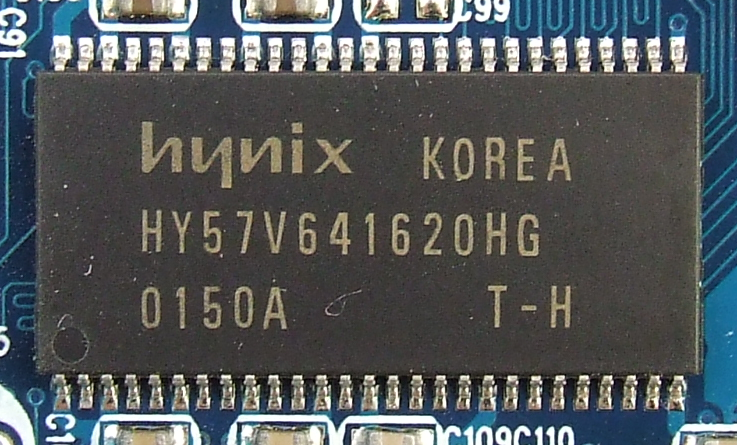
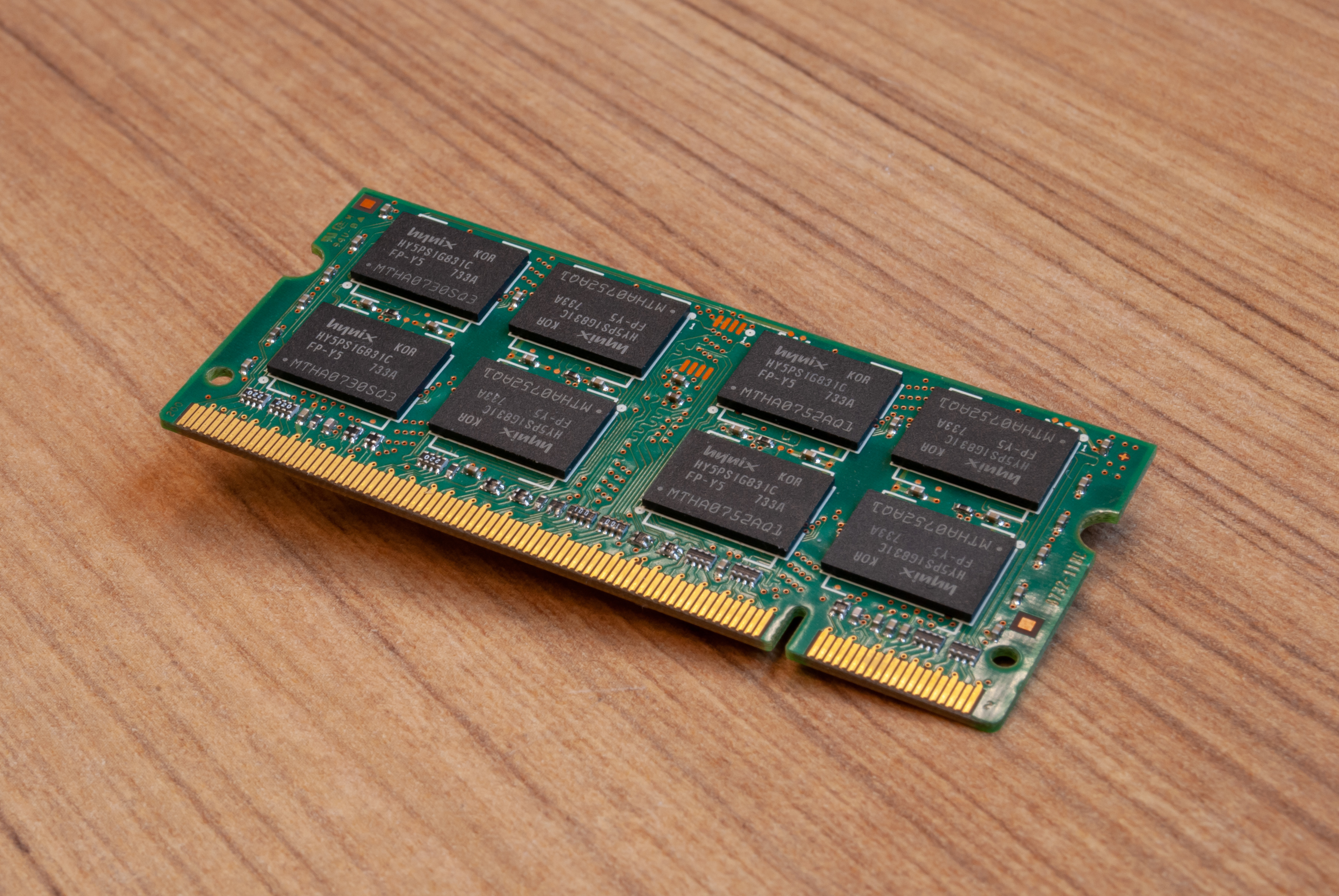
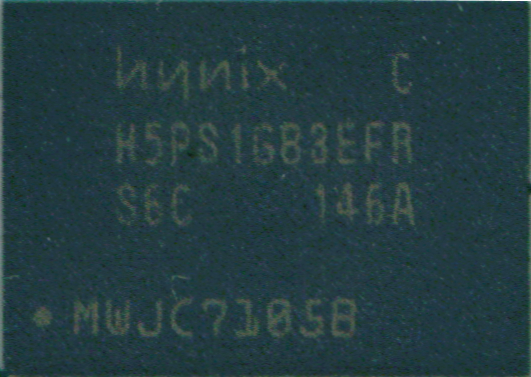
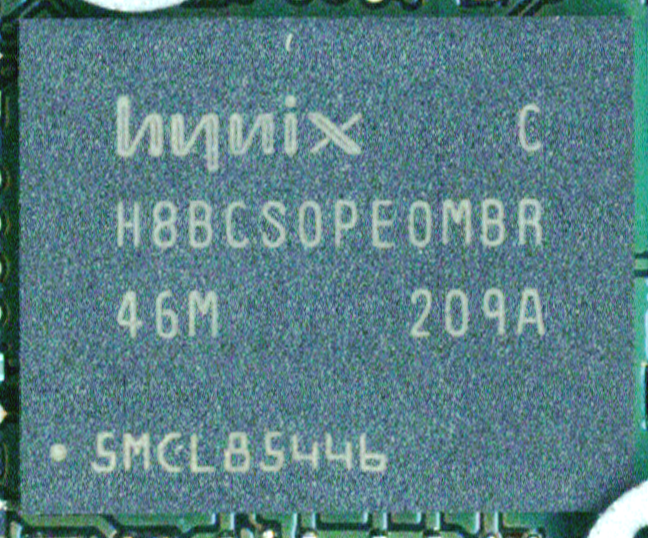
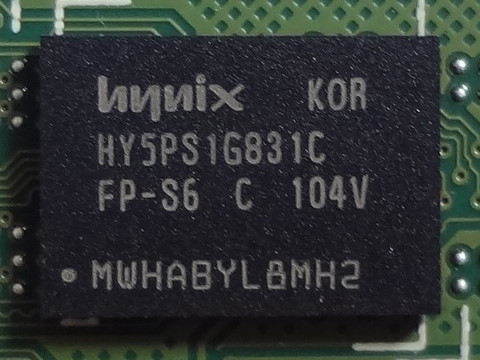
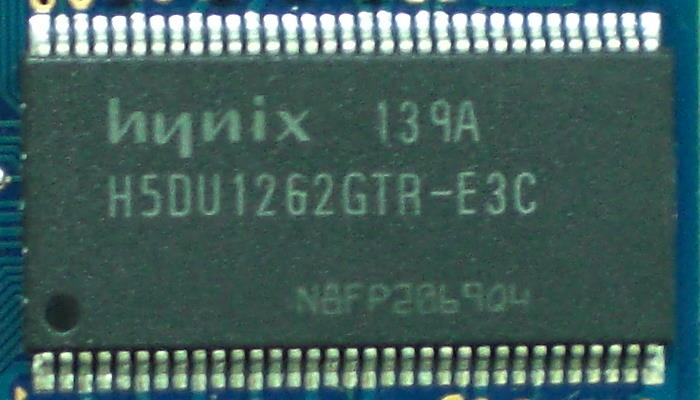
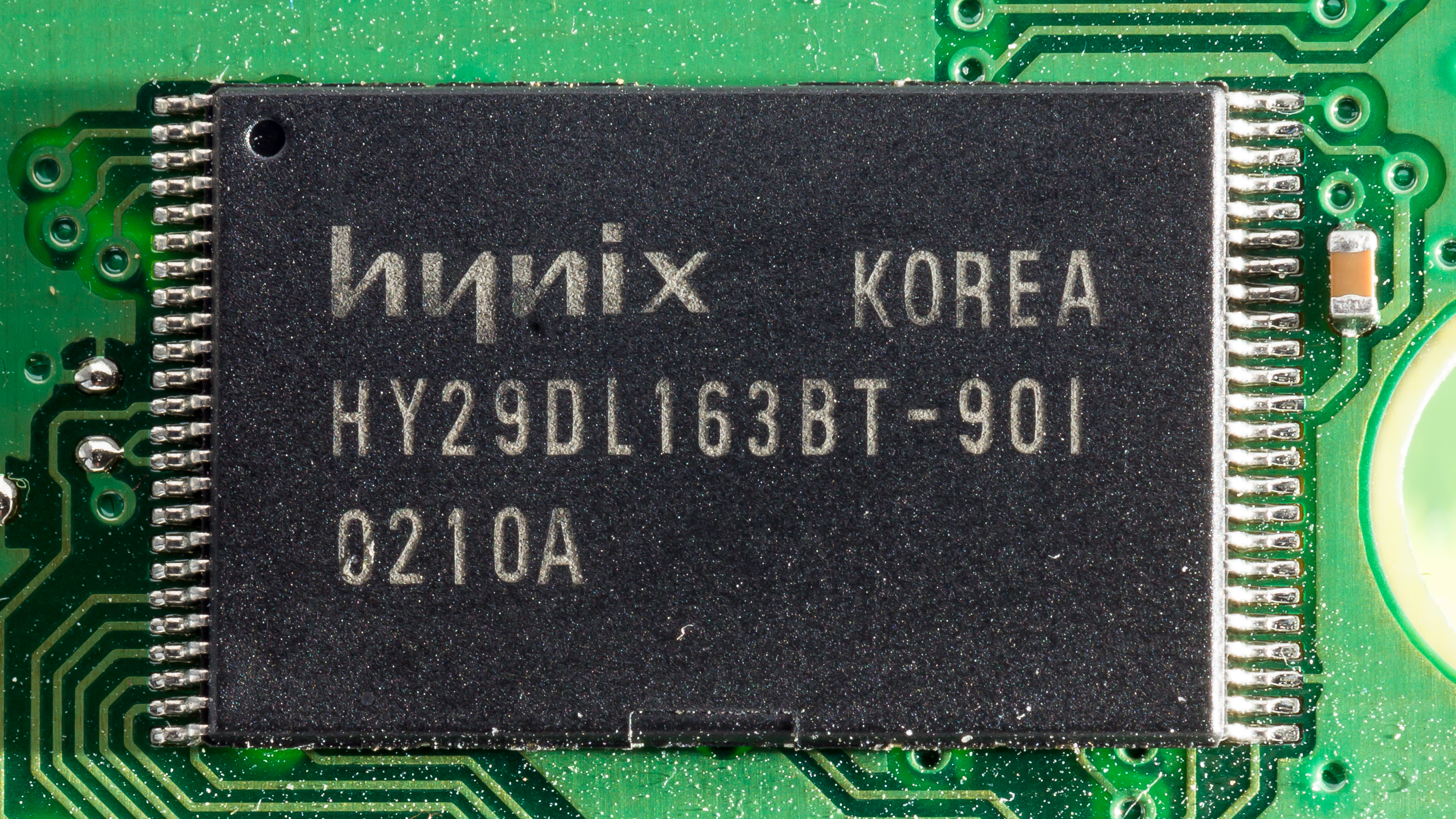
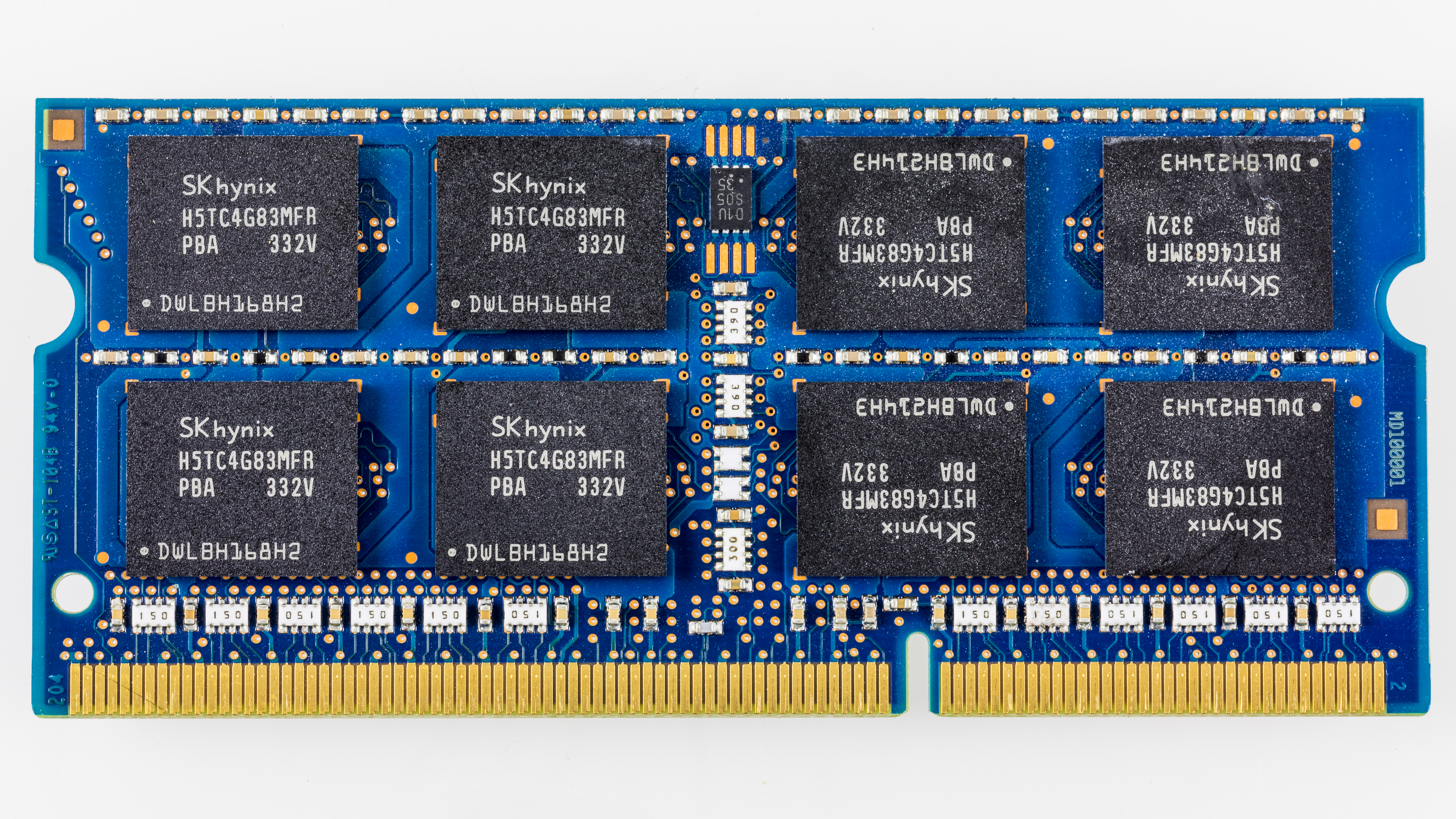
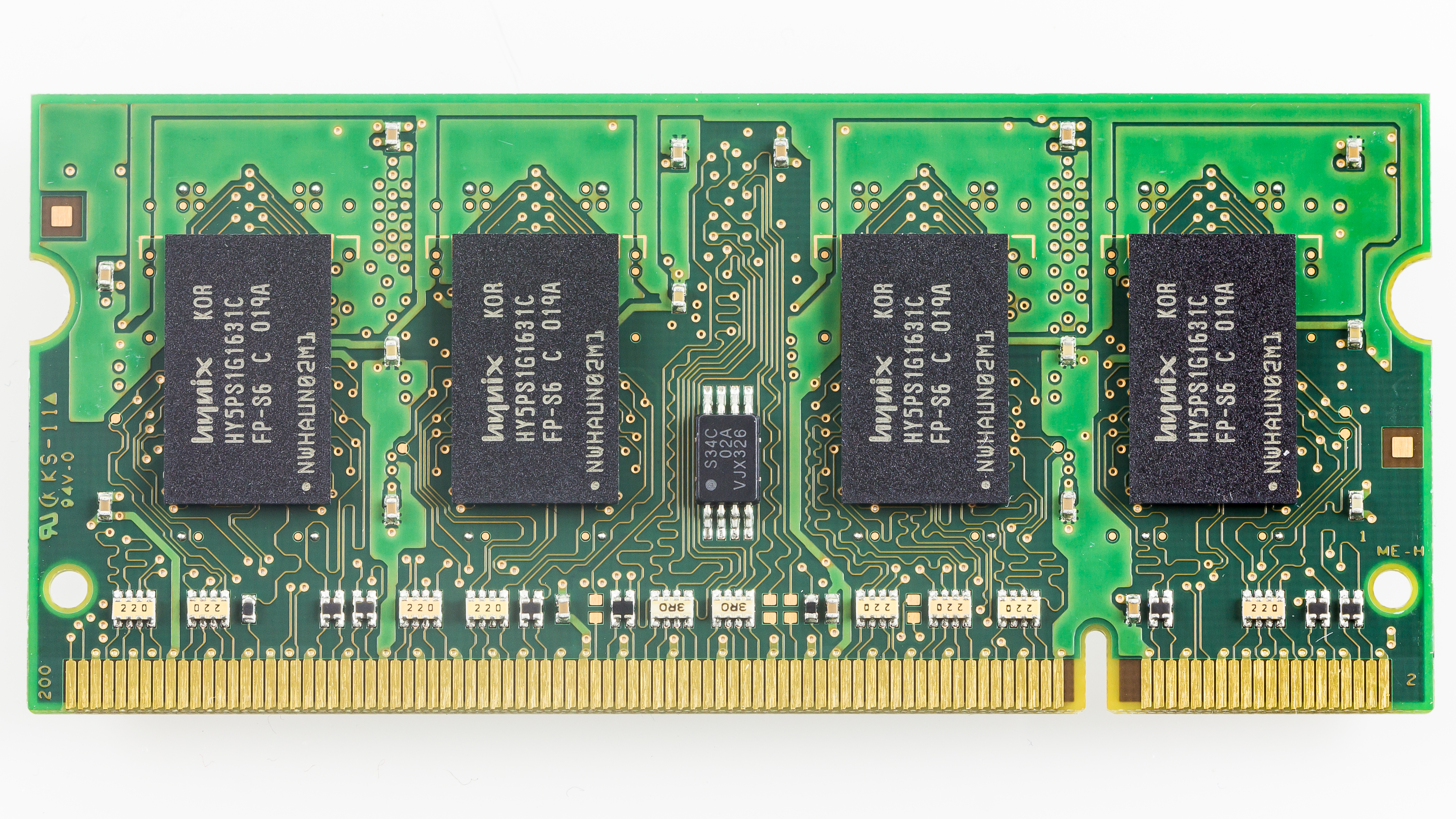
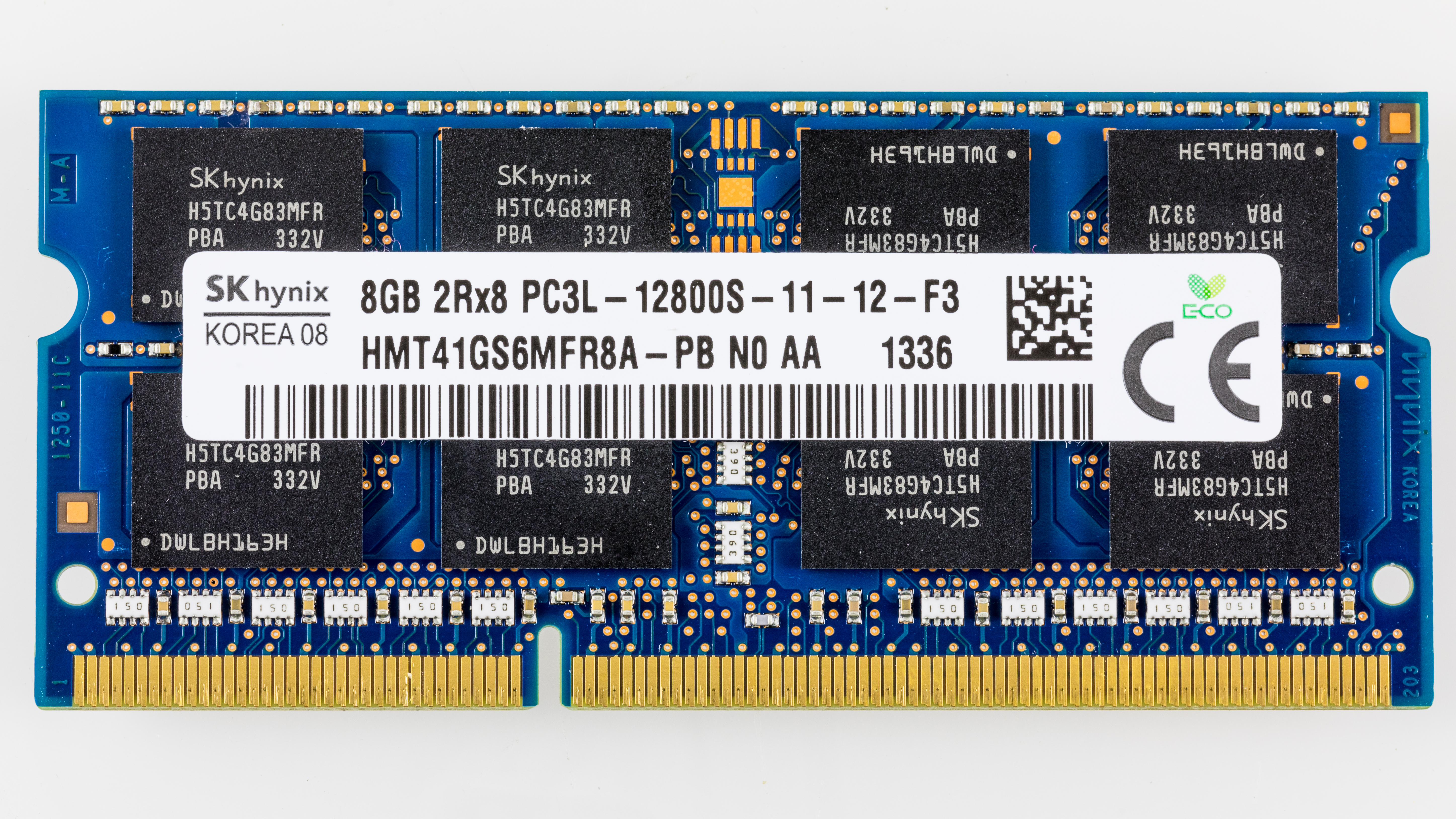
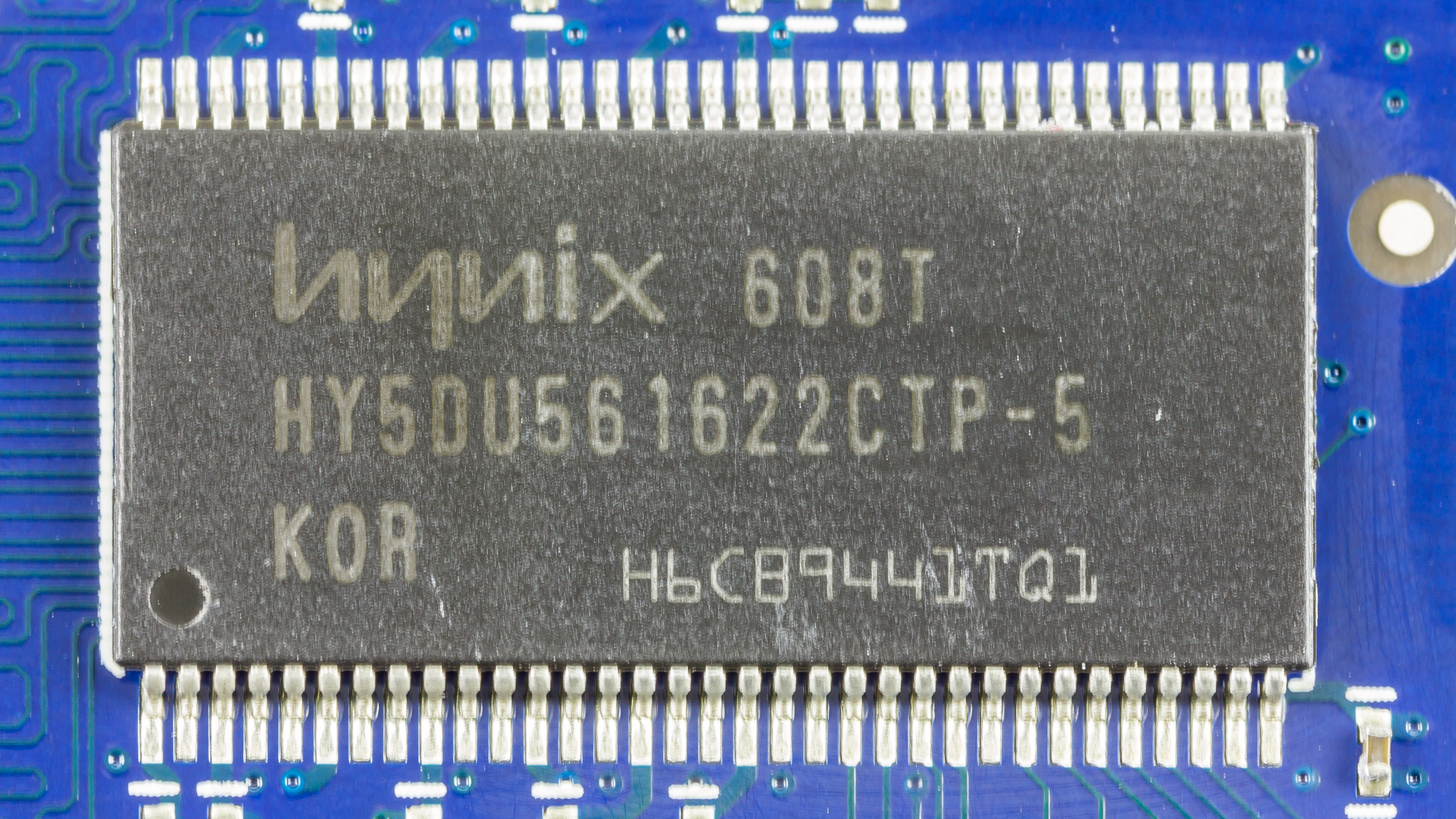
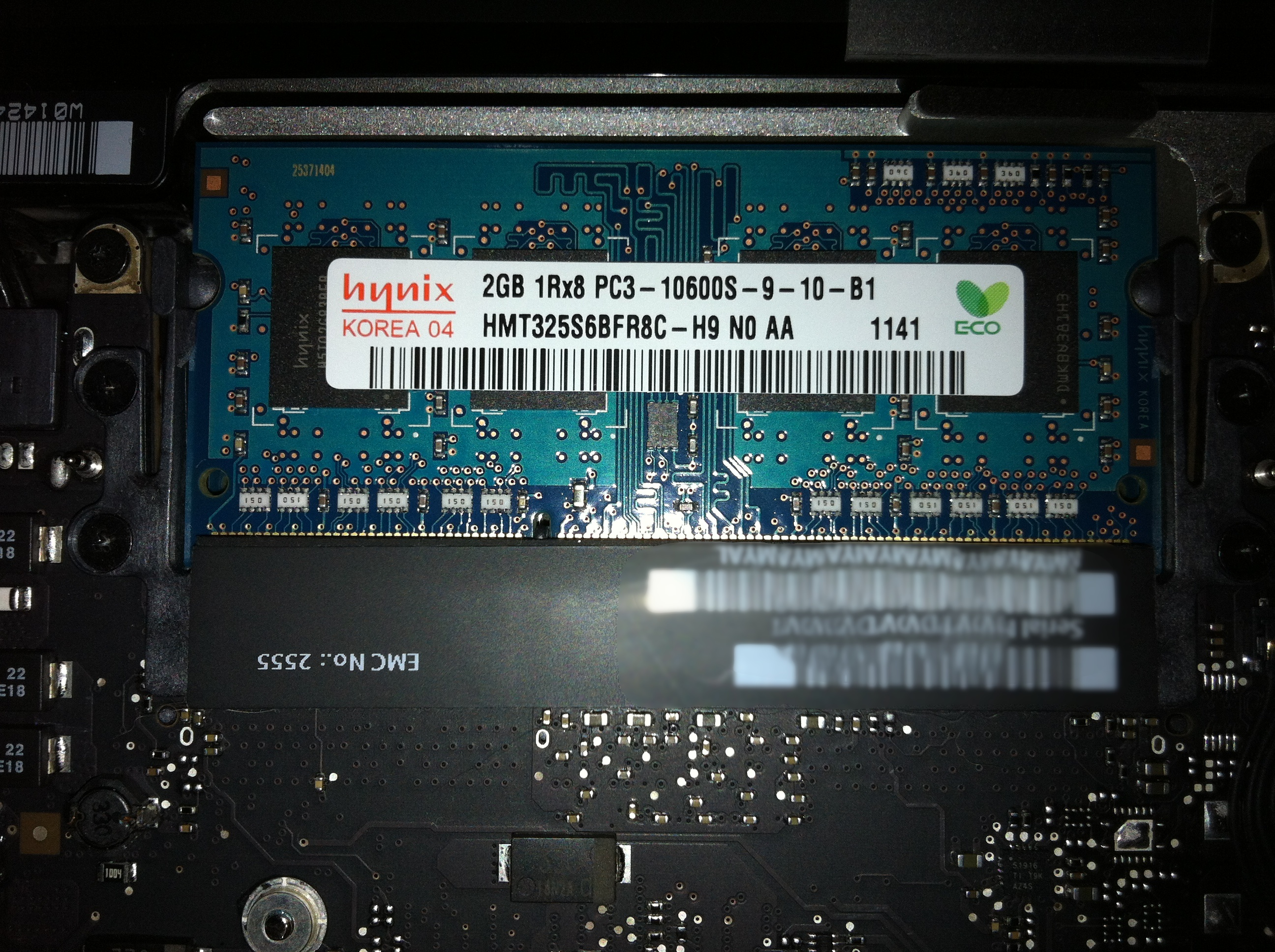
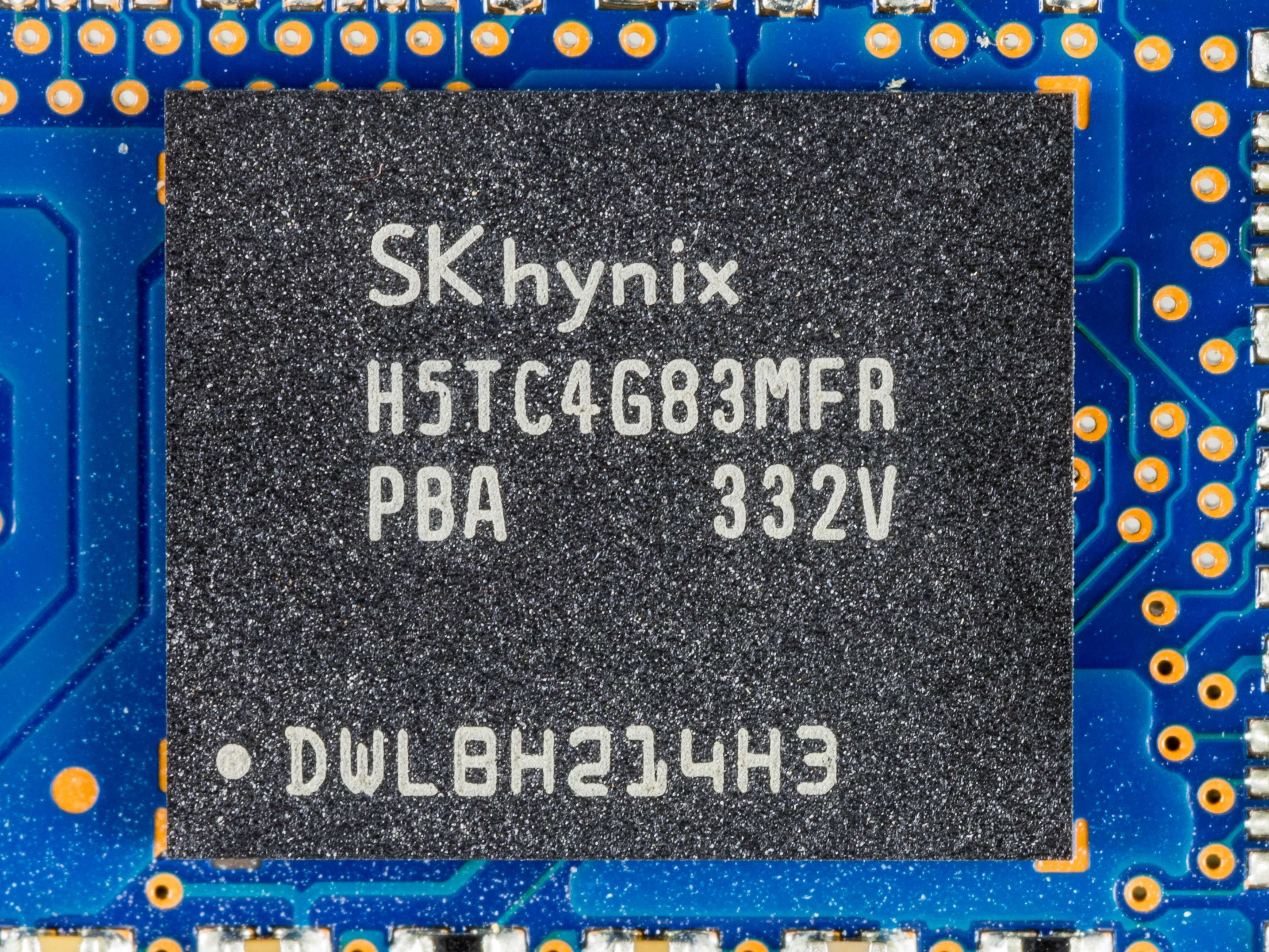
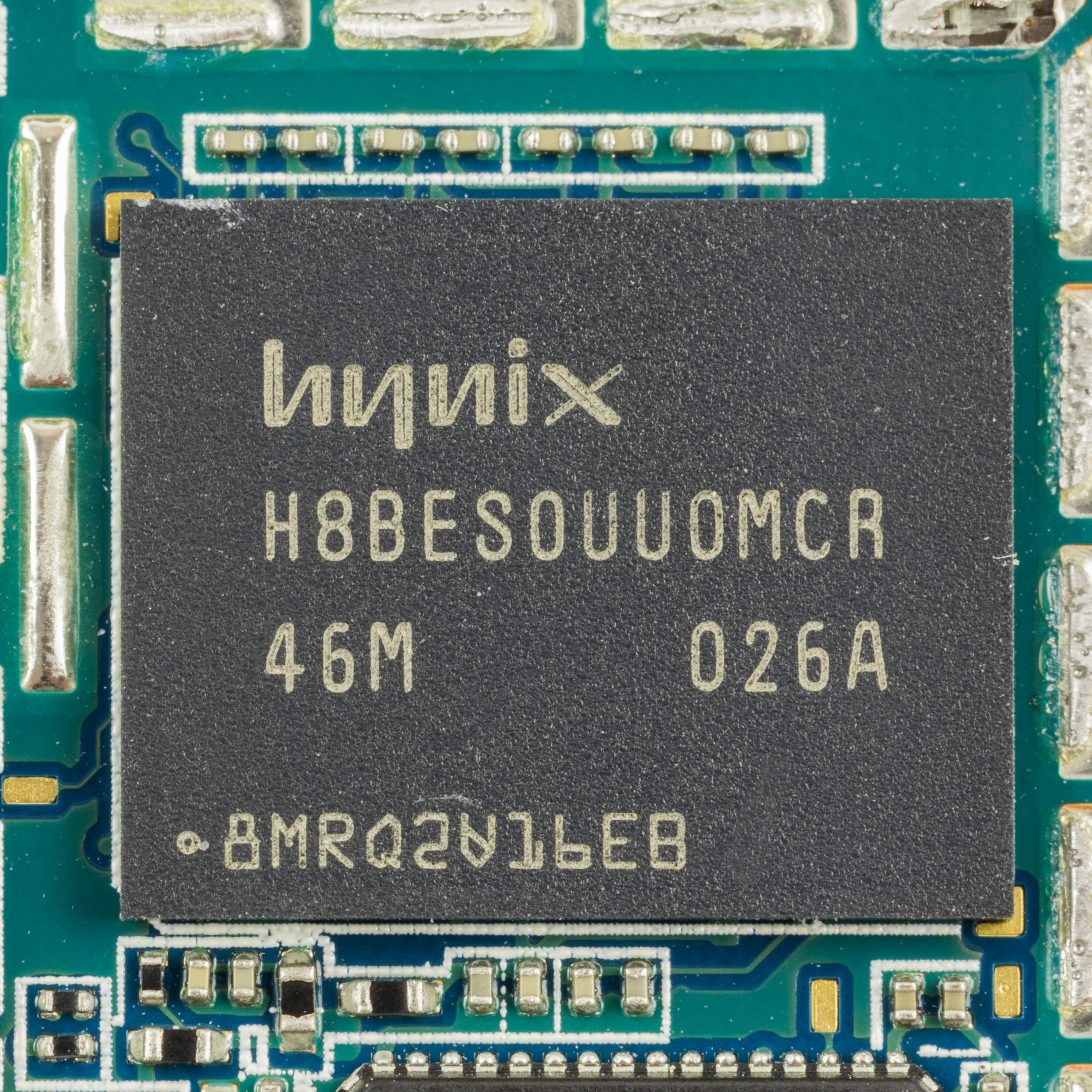
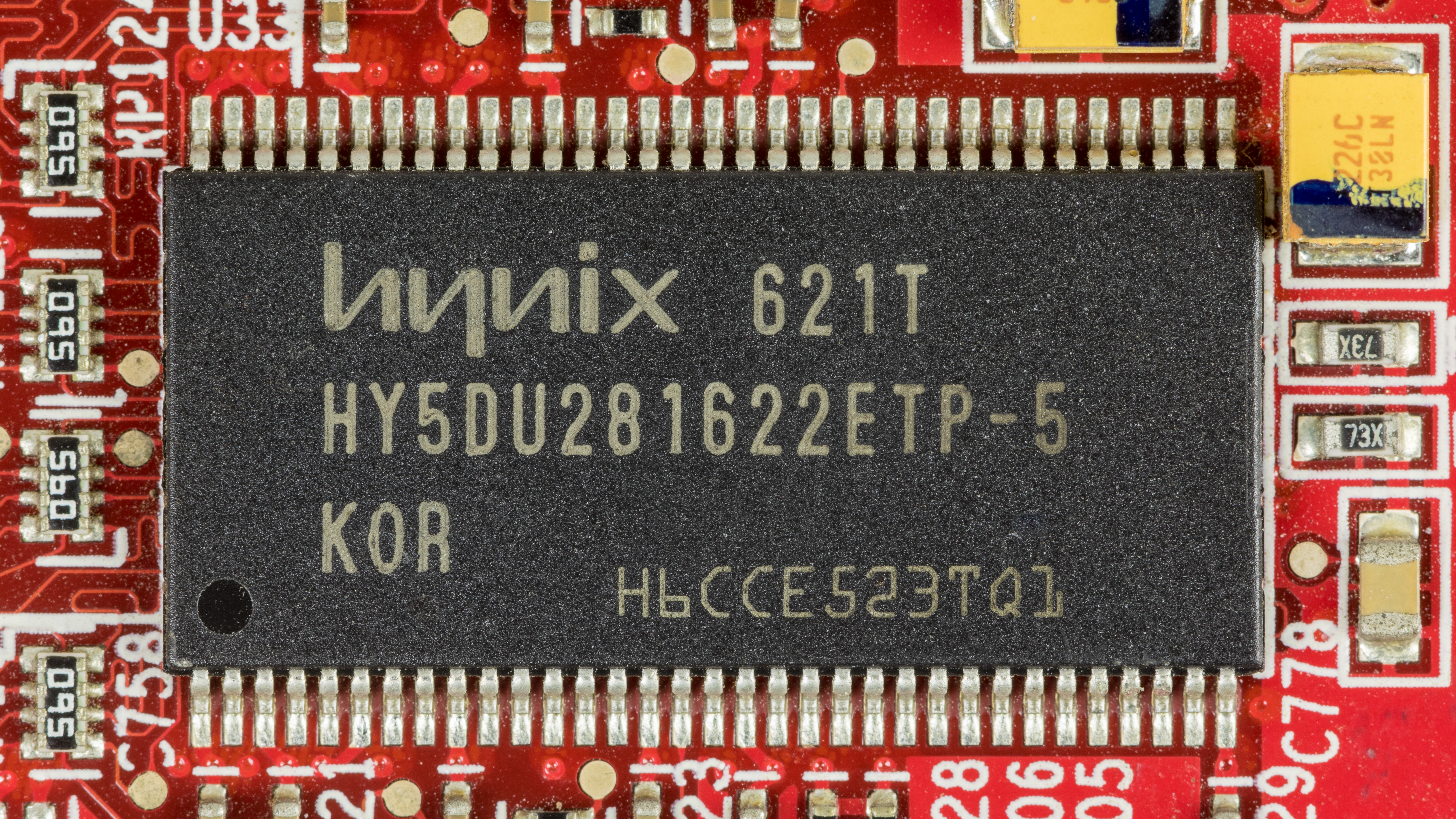
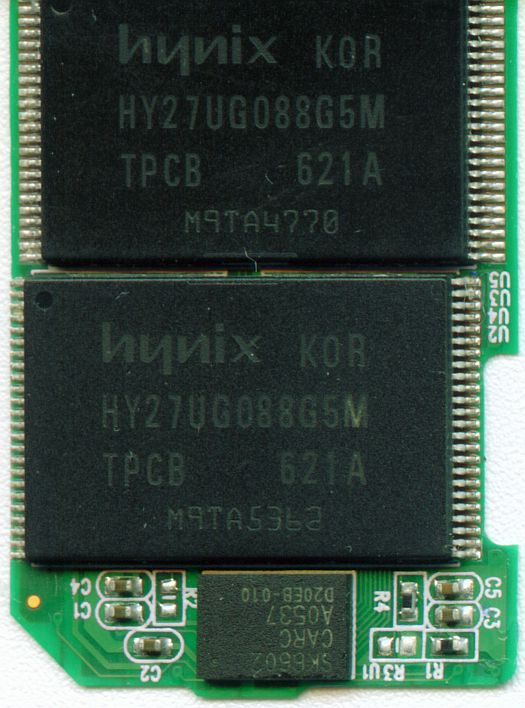
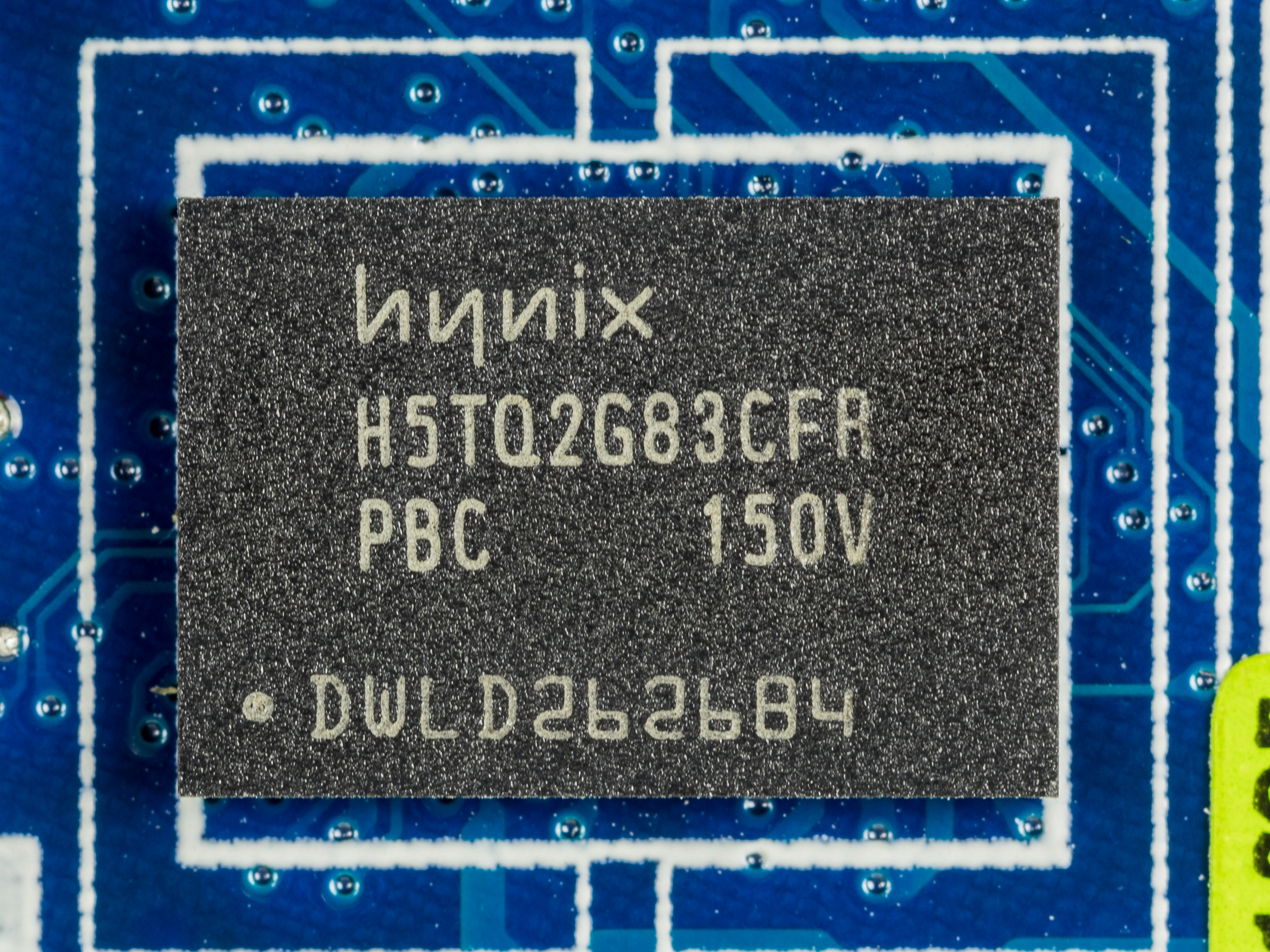
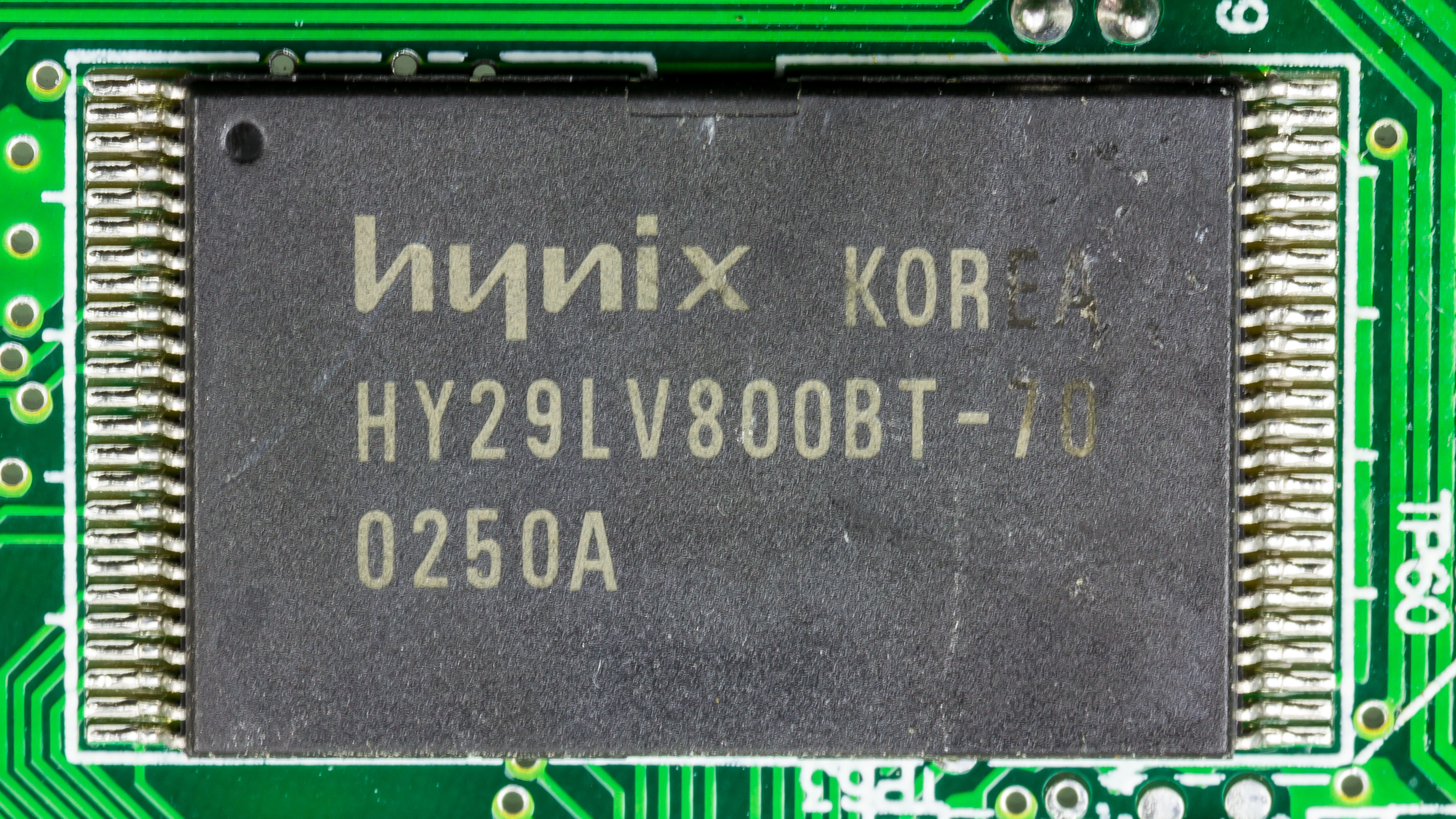
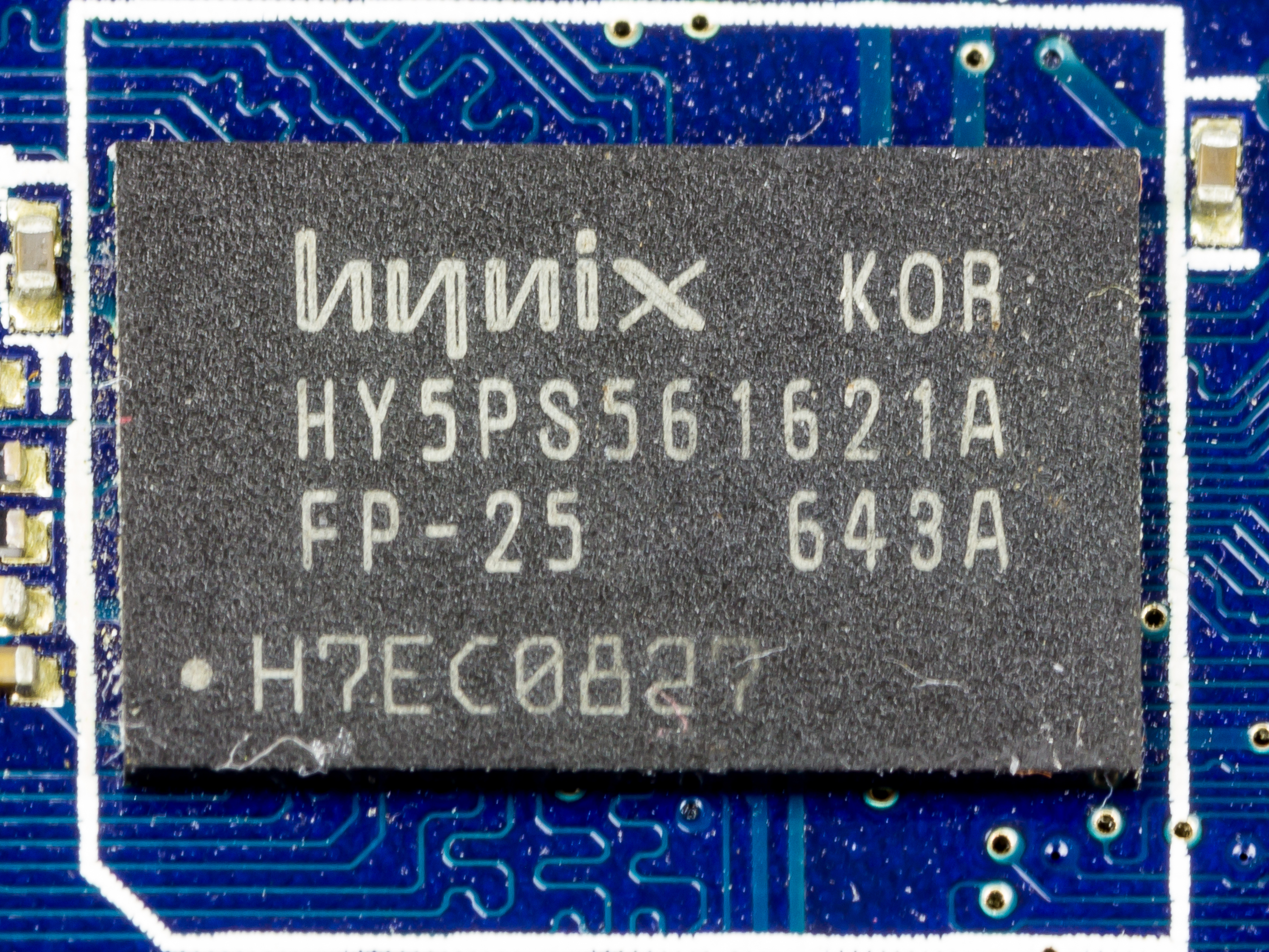
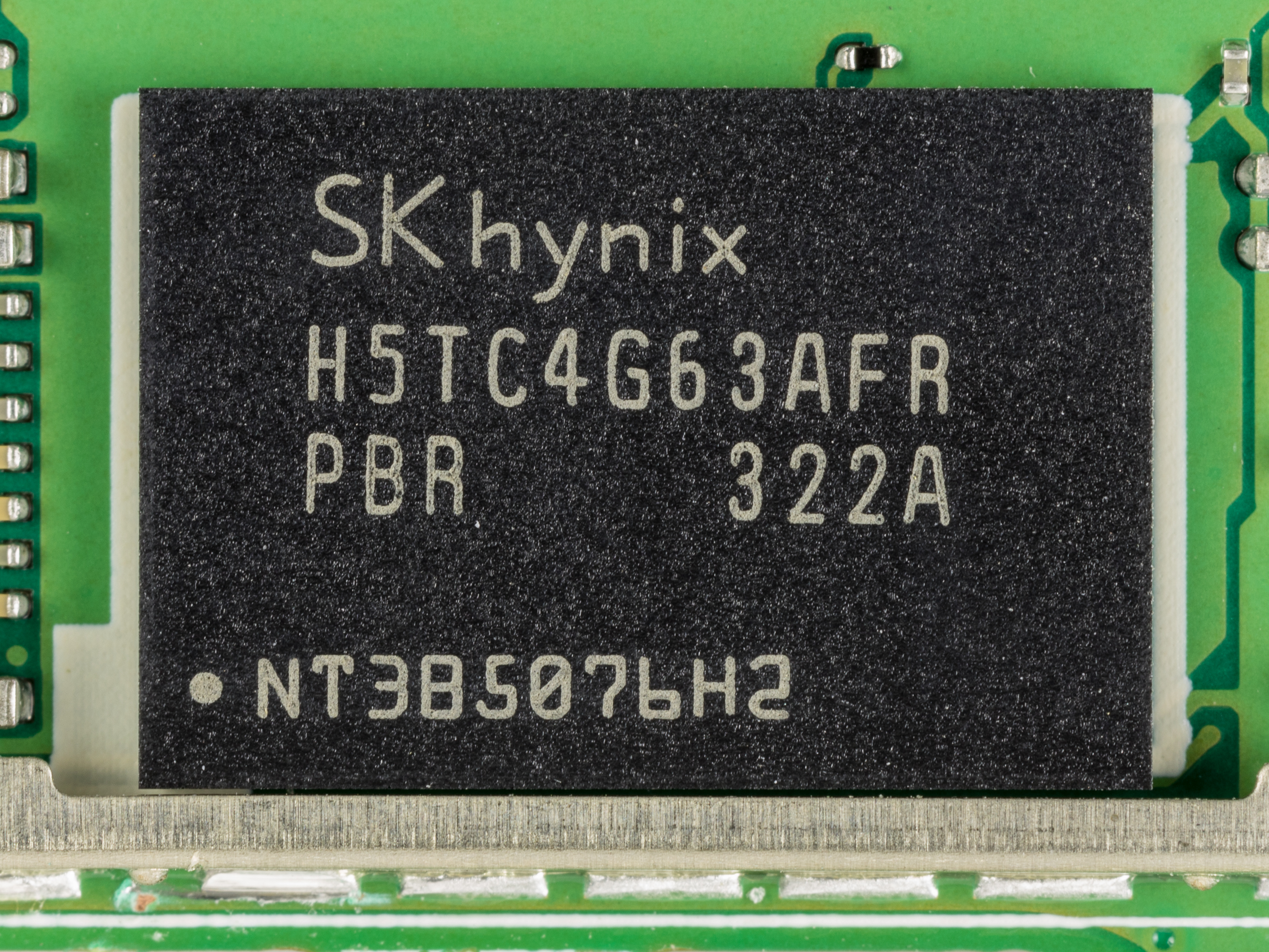
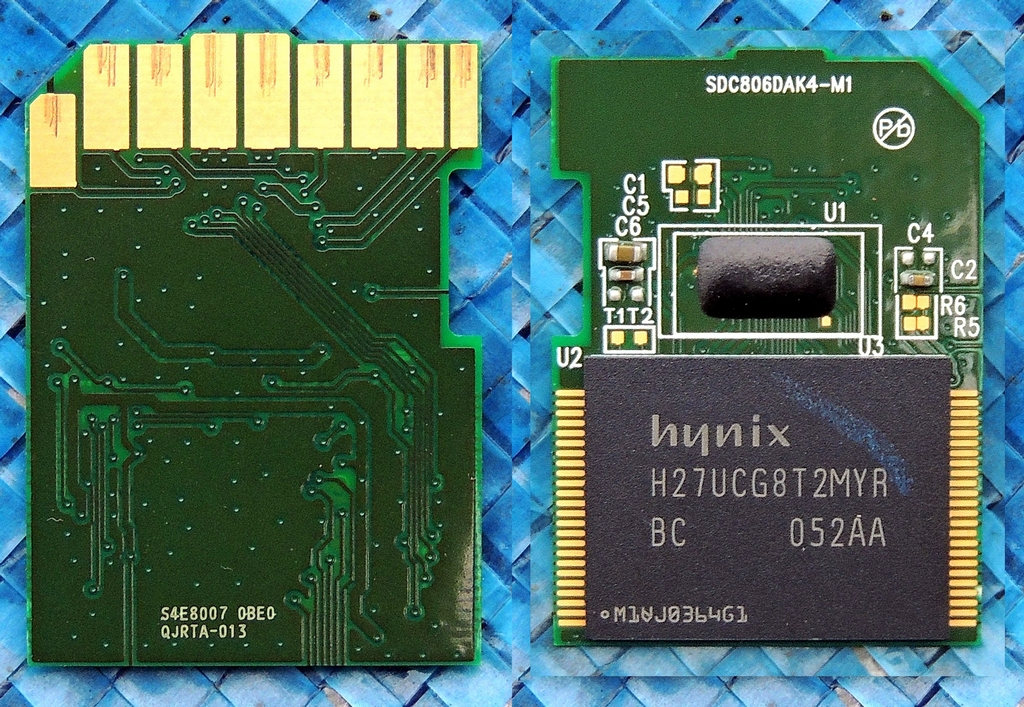

## Sites de production
- Icheon (Corée du Sud)
- Cheongju (Corée du Sud)
- Chongqing (Chine)
- Wuxi (Chine)